# トヨタカローラネッツ岐阜
トヨタカローラネッツ岐阜株式会社（トヨタカローラネッツぎふ、英:  TOYOTA COROLLA NETZ GIFU CO., LTD.）は、岐阜県岐阜市に本社を置くトヨタ自動車の自動車ディーラーである。セイノーホールディングスの完全子会社。

## 概要

### 概要
岐阜県内においてトヨタ・レクサス販売店とジェームス店を展開している。このうちトヨタ販売店では、一部の商用車を除くトヨタの乗用車・軽自動車・ビジネスカーを取り扱っているほか、ダイハツとスズキの軽自動車も取り扱っている。
1967年（昭和42年）12月26日、翌年4月に発足するトヨタ自動車販売（現・トヨタ自動車）の販売チャネルにおける岐阜県下の販売店として、トヨタオート岐阜を設立。1998年（平成10年）8月、トヨタオート店のネッツトヨタ店への名称変更に伴い、ネッツトヨタ岐阜に商号変更した。
2005年（平成17年）10月1日、関連会社のトヨタカローラ岐阜、ネッツトヨタセントロ岐阜及び岐阜日野自動車とともに、同日に純粋持株会社に移行した上で商号変更した、セイノーホールディングスの完全子会社となった。
2010年（平成22年）7月1日、兄弟会社のネッツトヨタセントロ岐阜（旧・トヨタビスタ岐阜）を吸収合併した。
2022年（令和4年）5月13日、2020年（令和2年）5月からのトヨタ全車種併売化を受け、セイノーグループ内での事業効率化などを理由に、兄弟会社のトヨタカローラ岐阜と経営統合することを発表した。合併の1年前から事業のすり合わせを進め、2023年（令和5年）1月1日付で、ネッツトヨタ岐阜を存続会社とし、トヨタカローラ岐阜を吸収合併する形で経営統合すると同時にトヨタカローラネッツ岐阜へ商号変更した。合併時点での店舗数は、トヨタ販売店76店舗（新車販売店60店舗、U-Car（中古車販売）店14店舗、新車販売・U-Car併設店2店舗）、レクサス店1店舗、ジェームス店1店舗となった。店舗については、トヨタ自動車の販売チャネル名称である、トヨタカローラ店及びネッツ店を廃止の上、年末年始の休業を経て、同年1月7日から「トヨタカローラネッツ岐阜」の屋号で営業を開始した。同年4月からは、本部部門の組織を一本化。合併した2社で重複している組織の統合と業務内容及び役員体制の見直しを実施した。
合併を前に、下呂市内に所在する2社それぞれの店舗の統合を決定。ネッツトヨタ岐阜 下呂店を2020年（令和2年）11月25日に閉鎖。翌日から、トヨタカローラ岐阜 下呂店（現・トヨタカローラネッツ岐阜 下呂店）に統合した。さらに、トヨタカローラ岐阜の本社・岐阜店（現・トヨタカローラネッツ岐阜本社・岐阜店）が老朽化しているため、2020年末から旧本社隣に建物を新築し、2021年（令和3年）11月18日に竣工。同月24日から新本社での業務を開始したほか、ネッツトヨタ岐阜も本社機能を岐南町に所在するネッツトヨタ岐阜 本店（現・トヨタカローラネッツ岐阜 本店）の2・3階からトヨタカローラ岐阜の新本社内に移転し、業務を開始した。2社が同居する形となり、合併に向けて業務内容の統合と効率化を進めていくとしていた。2社が同居するため、塔屋にはトヨタカローラ岐阜とネッツトヨタ岐阜の2つの社名が掲げられたほか、店舗である「トヨタカローラ岐阜 岐阜店」は、同年11月27日にプレオープン、同年12月3日にグランドオープンした。なお、合併目前の2022年（令和4年）12月末に塔屋は「トヨタカローラネッツ岐阜」、岐阜店の看板は「トヨタカローラネッツ岐阜 岐阜店」に刷新された。
この合併により、岐阜県内のトヨタディーラー5社のうち、3社が合併したことになり、岐阜県内のトヨタ販売店の多くをカバーし、総店舗数・従業員数・売上高のいずれも岐阜県内最大級のトヨタディーラー及び自動車ディーラーとなった。

### 経営統合した企業
- ネッツトヨタ岐阜 - 吸収合併存続会社（旧トヨタオート岐阜、現・トヨタカローラネッツ岐阜、2023年（令和5年）1月1日付で現商号に商号変更）
- トヨタカローラ岐阜 - 吸収合併消滅会社（2023年（令和5年）1月1日付で、ネッツトヨタ岐阜が吸収合併し、解散）
- ジェームス岐阜 - 吸収合併消滅会社（2021年（令和3年）10月1日付で、トヨタカローラ岐阜が吸収合併し、解散）
- ネッツトヨタセントロ岐阜 - 吸収合併消滅会社（旧トヨタビスタ岐阜、2010年（平成22年）7月1日付で、ネッツトヨタ岐阜が吸収合併し、解散）

## 沿革

### ネッツトヨタ岐阜
- 1967年（昭和42年）12月26日 - 設立。
- 1968年（昭和43年）4月 - トヨタオート岐阜株式会社として営業開始。
- 1998年（平成10年）8月 - ネッツトヨタ岐阜株式会社に商号変更[5]。
- 2005年（平成17年）10月1日 - 株式交換により、関連会社のトヨタカローラ岐阜株式会社、ネッツトヨタセントロ岐阜株式会社及び岐阜日野自動車株式会社とともに、同日より純粋持株会社に移行した上で商号変更した、セイノーホールディングス株式会社の完全子会社となる[7]。
- 2010年（平成22年）7月1日 - ネッツトヨタセントロ岐阜を吸収合併[9]。
- 2020年（令和2年）11月26日 - 下呂店を閉店した上で、トヨタカローラ岐阜に下呂店の業務を譲渡。店舗をトヨタカローラ岐阜 下呂店（現・トヨタカローラネッツ岐阜 下呂店）に統合[19]。
- 2021年（令和3年）11月24日 - 本社をトヨタカローラ岐阜本社内（岐阜市六条）に移転し、業務を開始[21]。
- 2023年（令和5年）1月1日 - トヨタカローラ岐阜を吸収合併すると同時にトヨタカローラネッツ岐阜株式会社に商号変更[14]。

### トヨタカローラ岐阜
- 1943年（昭和18年）2月2日 - 自動車の売買、修理を目的として、岐阜県自動車商事株式会社を設立。
- 1945年（昭和20年）11月 - 岐阜県車輛整備株式会社に商号変更。
- 1950年（昭和25年）11月 - ニューギフモーター株式会社に商号変更。
- 1961年（昭和36年）10月 - 西濃運輸の関係会社となる。トヨタ自動車販売（現・トヨタ自動車）の代理店となると同時に、パブリカ岐阜株式会社に商号変更。
- 1966年（昭和41年）9月 - トヨタパブリカ岐阜株式会社に商号変更。
- 1969年（昭和44年）2月 - トヨタカローラ岐阜株式会社に商号変更。
- 1989年（平成元年）11月 - 名古屋証券取引所市場第二部（現・メイン）に上場[7]。
- 2001年（平成13年）6月 - 岐阜日野自動車とともに西濃運輸（現・セイノーホールディングス）の子会社となる[7]。
- 2005年（平成17年）10月1日 - 株式交換により、子会社のネッツトヨタセントロ岐阜、関連会社のネッツトヨタ岐阜及び岐阜日野自動車とともに、同日より純粋持株会社に移行した上で商号変更したセイノーホールディングス株式会社の完全子会社となる。同時に名古屋証券取引所市場第二部から上場廃止[7]。
- 2020年（令和2年）11月26日 - ネッツトヨタ岐阜から下呂店の業務を引き継ぐ[19]。
- 2021年（令和3年）
  - 10月1日 - 株式会社ジェームス岐阜を吸収合併し、ジェームス各務原インター店の運営を引き続ぐ[23]。
  - 11月24日 - 本社を旧本社隣に新築移転し、業務を開始[21]。
- 2023年（令和5年）1月1日 - ネッツトヨタ岐阜株式会社に吸収合併され、解散[14]。

### ネッツトヨタセントロ岐阜
- 1979年（昭和54年）10月8日 - 設立。
- 1980年（昭和55年）4月 - トヨタビスタ岐阜株式会社として営業開始。
- 2004年（平成16年）5月 - ネッツトヨタセントロ岐阜株式会社に商号変更[5][24]。
- 2005年（平成17年）10月1日 - 株式交換により、筆頭株主のトヨタカローラ岐阜、関連会社のネッツトヨタ岐阜及び岐阜日野自動車とともに、同日より純粋持株会社に移行した上で商号変更したセイノーホールディングスの完全子会社となる[7]。
- 2010年（平成22年）7月1日 - ネッツトヨタ岐阜に吸収合併され、解散[9]。

### トヨタカローラネッツ岐阜
- 2023年（令和5年）
  - 1月1日 - ネッツトヨタ岐阜を存続会社として、トヨタカローラ岐阜を吸収合併。同時にトヨタカローラネッツ岐阜株式会社に商号変更[14]。
  - 1月7日 - 年末年始の休業を経て、「トヨタカローラネッツ岐阜」全店舗の営業を開始[16]。
  - 2月1日 - 郡上店を新築移転。同時にカローラ郡上店を統合[25][26]。
  - 2月9日 - U-Carネッツ岐南店を建て替えオープン[27]。
  - 2月10日 - 各務原店を新築移転[28]。
  - 2月25日 - 高富店を閉店した上で、山県店に統合[26][29]。
  - 4月 - 旧ネッツトヨタ岐阜と旧トヨタカローラ岐阜で重複する本部部門組織の統合と業務内容及び役員体制の見直しを実施[18]。
  - 5月6日 - カローラ鏡島店を閉店した上で、鏡島店に統合[26][30]。
  - 6月30日 - 前平店を閉店[31]。
  - 9月30日 - 北鶉店を閉店[32]。
- 2024年（令和6年）
  - 2月 - U-Car美濃加茂店を閉店した上で、中古車販売業務を同じ敷地内のネッツ美濃加茂店に吸収統合。
  - 5月 - U-Carネッツ可児店を閉店した上で、U-Carカローラ可児店に統合。同時に同店をU-Car可児店へ改称。
  - 8月1日 - U-Car各務原店を閉店した上で、中古車販売業務を各務原店へ移設。

## 事業

### 自動車事業
岐阜県内においてトヨタ・レクサス販売店とジェームス店を展開している。2024年（令和6年）8月1日時点での店舗数は、トヨタ新車販売店58店舗（うち、U-Car併設店4店舗）、U-Car（中古車販売）店11店舗、レクサス店1店舗、ジェームス店1店舗。

#### 店名の改称
旧販売店同士で重複する店舗名称については、それぞれ合併以前の店名を引き継いだ上で店名の前に、旧トヨタカローラ岐阜運営の店舗には『カローラ』、旧ネッツトヨタ岐阜運営の店舗には『ネッツ』を付け加える改称をした。これは、店名の重複を解消するとともに、既存客が分かりやすい店名とすることを目的としている。例えば「大垣店」の場合、旧販売店同士で店名が重複するため以下の通りに改称した。
- 「トヨタカローラ岐阜 大垣店」→『トヨタカローラネッツ岐阜 カローラ大垣店[35]』
- 「ネッツトヨタ岐阜 大垣店」→『トヨタカローラネッツ岐阜 ネッツ大垣店[36]』

一方、旧販売店同士で店名が重複していない店舗については改称せず、旧販売店で使用していた店名を引き継いだ。
なお、合併時点で店舗統合が決まっていた旧販売店の「郡上店」と「鏡島店」については、合併後に閉店予定の旧トヨタカローラ岐阜運営の店舗のみ『カローラ』を付け加える改称をした。
- 「トヨタカローラ岐阜 鏡島店」→『トヨタカローラネッツ岐阜 カローラ鏡島店[30]』
- 「ネッツトヨタ岐阜 鏡島店」→『トヨタカローラネッツ岐阜 鏡島店[37]』

レクサス店とジェームス店については、合併前の店舗名称をそのまま引き継いだ。

#### 店舗の統廃合
トヨタカローラ岐阜とネッツトヨタ岐阜の合併により店舗数が増加したことを受け、店舗の集約化が行われている。
- 2020年（令和2年）11月26日 - ネッツトヨタ岐阜 下呂店をトヨタカローラ岐阜 下呂店（現：トヨタカローラネッツ岐阜 下呂店）に統合[19]。2社の間で初となる店舗統合。
- 2023年（令和5年）
  - 2月1日 - カローラ郡上店（旧トヨタカローラ岐阜）を同日に新築移転する郡上店（旧ネッツトヨタ岐阜）に統合[25]。合併後初となる店舗統合。
  - 2月25日 - 高富店（旧ネッツトヨタ岐阜）を隣接する山県店（旧トヨタカローラ岐阜）に統合[29][38]。
  - 5月6日 - カローラ鏡島店（旧トヨタカローラ岐阜）を鏡島店（旧ネッツトヨタ岐阜）に統合[30]。
  - 7月1日 - 前平店（旧トヨタカローラ岐阜）を近隣店舗（ネッツ美濃加茂店、カローラ美濃加茂店、カローラ可児店、カローラ鵜沼店）へ分散する形で統合[31]。
  - 10月1日 - 北鶉店（旧ネッツトヨタ岐阜）を近隣店舗（岐阜店、茜部店、ネッツ羽島店、カローラレインボーモール店、ネッツレインボーモール店）へ分散する形で統合[32]。
- 2024年（令和6年）
  - 2月 - U-Car美濃加茂店（旧ネッツトヨタ岐阜）を同じ敷地内のネッツ美濃加茂店（旧ネッツトヨタ岐阜）に吸収統合。
  - 5月 - U-Carネッツ可児店（旧ネッツトヨタ岐阜）をU-Carカローラ可児店（旧トヨタカローラ岐阜）に統合。同時に同店を「U-Car可児店」へ改称。
  - 8月1日 - U-Car各務原店（旧ネッツトヨタ岐阜）を各務原店に移設する形で統合。

#### 過去に存在した店舗

##### 閉店した店舗
ここでは、トヨタカローラ岐阜とネッツトヨタ岐阜の合併後に閉店した店舗及び上記2社の合併に先んじた統合に伴い閉店した店舗について記載する。閉店順に記載。
- ネッツトヨタ岐阜 下呂店：下呂市東上田416

2社間で初となる店舗統合を目的として、2020年（令和2年）11月にサービス工場の改築とショールームを改装したトヨタカローラ岐阜 下呂店（現・トヨタカローラネッツ岐阜 下呂店）との統合のため、2020年（令和2年）11月25日閉店。
跡地の建物は取り壊され、2021年（令和3年）6月10日に「ゲンキー東上田店」がオープンした。
- （初代）郡上店：郡上市八幡町稲成1006

旧ネッツトヨタ岐阜 郡上店。移転及びカローラ郡上店（旧トヨタカローラ岐阜 郡上店）との統合のため、2023年（令和5年）1月29日閉店。
約240m離れた近隣に新店舗を建設。カローラ郡上店を統合した上で、同年2月1日に新築移転した。
- カローラ郡上店：郡上市八幡町稲成204-27

旧トヨタカローラ岐阜 郡上店。郡上店（旧ネッツトヨタ岐阜 郡上店）との統合のため、2023年（令和5年）1月29日閉店。トヨタカローラネッツ岐阜としては店舗統廃合に伴う初の閉店。
跡地の建物は大幅に改修され、岐阜ダイハツ販売によって、2023年（令和5年）7月15日に「岐阜ダイハツ 郡上店」が移転オープンした。
- （初代）各務原店：各務原市那加住吉町5-11

旧トヨタカローラ岐阜 各務原店。移転のため、2023年（令和5年）2月8日閉店。
同店の向かい側に所在した旧トヨタカローラ岐阜 U-Car各務原店を閉店して跡地に新店舗を建設。同年2月10日に新築オープンした。
跡地の建物は、ショールームと展示場を取り壊してサービス工場を大規模改修。各務原店の敷地として活用されている。
- 高富店：山県市高木1313-1

旧ネッツトヨタ岐阜 高富店。老朽化した店舗の刷新や合併後の店舗統合を目的として、合併前の2022年（令和4年）11月19日に同店の隣接地へと新築移転オープンした山県店（旧トヨタカローラ岐阜 山県店）との統合のため、2023年（令和5年）2月24日閉店。
跡地の建物は、ショールームと展示場を取り壊してサービス工場を大規模改修。山県店の敷地として活用されている。
- カローラ鏡島店：岐阜市鏡島精華2-3-41

旧トヨタカローラ岐阜 鏡島店。合併後の店舗統合を目的として、ショールームの増築・改装とサービス工場を建て替え、店舗規模を拡張した上で、2022年（令和4年）5月6日にリニューアルオープンした鏡島店（旧ネッツトヨタ岐阜 鏡島店）との統合のため、2023年（令和5年）4月30日閉店。
- 前平店：美濃加茂市西町7-297−3

旧トヨタカローラ岐阜 前平店。近隣店舗（ネッツ美濃加茂店、カローラ美濃加茂店、カローラ可児店、カローラ鵜沼店）へ分散する形での統合に伴い、2023年（令和5年）6月30日閉店。
- 北鶉店：岐阜市北鶉5-57

旧ネッツトヨタ岐阜 北鶉店。建物2階には、2010年（平成22年）7月の合併まで、ネッツトヨタセントロ岐阜本社が所在していた。近隣店舗（岐阜店、茜部店、ネッツ羽島店、カローラレインボーモール店、ネッツレインボーモール店）へ分散する形での統合に伴い、2023年（令和5年）9月30日閉店。
- U-Car美濃加茂店：美濃加茂市山手町1-71-1

旧ネッツトヨタ岐阜 U-Car美濃加茂店。同じ敷地内のネッツ美濃加茂店（新車販売店）へ店舗機能を集約し、新車販売・U-Car併設店として再編するため、2024年（令和6年）1月閉店。
- U-Carネッツ可児店：可児市下恵土字宮前5638-1

旧ネッツトヨタ岐阜 U-Car可児店。U-Carカローラ可児店（旧トヨタカローラ岐阜 U-Car可児店）との統合のため、2024年（令和6年）5月閉店。
- U-Car各務原店：各務原市鵜沼三ツ池3-381

旧ネッツトヨタ岐阜 U-Car各務原店。移転のため、2024年（令和6年）7月31日閉店。
新車販売店の各務原店へ中古車販売業務を移転。U-Car併設店として同年8月1日にリニューアルオープンした。

##### 改称した店舗
ここでは、トヨタカローラ岐阜とネッツトヨタ岐阜の合併後に店舗名称を変更（改称）した店舗について記載する。改称順に記載。
- U-Carカローラ可児店

旧トヨタカローラ岐阜 U-Car可児店。U-Carネッツ可児店（旧ネッツトヨタ岐阜 U-Car可児店）の閉店に伴い、2024年（令和6年）5月に「U-Car可児店」へ改称。

##### 建て替え店舗
ここでは、トヨタカローラ岐阜とネッツトヨタ岐阜の合併後に建て替えた店舗及び上記2社の合併に先んじて建て替えた店舗について記載する。再開店順に記載。
- 岐阜店

旧トヨタカローラ岐阜 岐阜店。2021年（令和3年）12月3日、旧店舗隣に新築オープン。建物2・3階には、トヨタカローラネッツ岐阜本社（旧・トヨタカローラ岐阜本社、旧・ネッツトヨタ岐阜本社）が所在している。なお、正式開店前の同年11月27日にプレオープンしている。
新築開店当初、店舗看板には「トヨタカローラ岐阜 岐阜店」と表記されていたが、合併目前の2022年（令和4年）12月末に新たな商号の「トヨタカローラネッツ岐阜 岐阜店」へ刷新された。
- U-Carネッツ岐南店

旧ネッツトヨタ岐阜 U-Car岐南店。2023年（令和5年）2月9日、店舗を建て替えリニューアルオープン。トヨタカローラネッツ岐阜としては初の建て替え。
建て替え期間中、店舗機能は同店向かいに所在する本店（新車販売店）に移して営業を続けた。

### その他事業
- 各種保険代理業
- 情報通信機器（携帯電話）の販売

### 過去の事業
- フォルクスワーゲン販売事業 - トヨタカローラ岐阜運営。「DUO岐阜21」と「DUO多治見」を展開していた[43]。トヨタ自動車とフォルクスワーゲンの販売提携の解消に伴い、2010年（平成22年）にVGJ（フォルクスワーゲングループジャパン）との販売契約を締結。トヨタカローラ岐阜が運営する上記2店舗は「Volkswagen岐阜21」「Volkswagen多治見」に改称した。その後、VGJとの販売契約解消の決定に伴い、店舗の閉店と業務内容の移管を決定。多治見は、2013年（平成25年）12月1日付でファーレン東岐阜へ売却[44]。岐阜21は、2014年（平成26年）4月1日をもって閉店し、岐阜トヨタ自動車が運営するVolkswagen岐阜中央とVolkswagen大垣の2店舗へ業務内容を移管した[注 6][45]。なお岐阜21は、同日から同年12月末までの期間限定で「旧フォルクスワーゲン岐阜21サービス工場」としてサービス工場（サテライトショップ）のみ営業するとしていた[45]。その後VGJとの販売契約を解消したため、予定通り同年12月末に閉鎖。フォルクスワーゲン販売事業から撤退した。
- アウディ販売事業 - トヨタカローラ岐阜運営。同社が運営するDUO上記2店舗にて取り扱っていた。トヨタ自動車とVGJ、AJ（アウディジャパン）の方針により、2001年（平成13年）1月をもって、アウディ車の取り扱いを終了[46]。アウディ販売事業から撤退した。

## キャッチコピー
- ONE to ONE もっと近くで、お客様一人ひとりに寄りそいます。（2023年1月 - ）
- START ! NEW STAGE（2023年1月）

## 関連企業

### 純粋持株会社（親会社）
- セイノーホールディングス - セイノーグループの企業を統括する純粋持株会社。

### 親会社の子会社（兄弟会社）
- 西濃運輸 - 運送事業。現在の法人は、会社分割を行い、新たに設立された2代目。
- トヨタホーム岐阜 - 建築工事・不動産事業。かつてはトヨタカローラ岐阜の連結子会社だったが、同社が株式交換によって、セイノーホールディングスの完全子会社になったと同時に株式交換によりセイノーホールディングスの連結子会社となった[6]。現在は、同社の完全子会社。
- 岐阜日野自動車 - 日野自動車の自動車ディーラー。当社とともにセイノーホールディングスの完全子会社となった企業[7]。